# Coupe d'Allemagne féminine de football 2005-2006
Navigation
Édition précédente Édition suivante
Le DFB-Pokal Frauen 2005-2006 est la vingt-sixième édition de la Coupe d'Allemagne féminine.
Il s'agit d'une compétition à élimination directe ouverte aux vainqueurs des coupes de chaque fédération régionale et des clubs des deux  Bundesliga féminines. Elle est organisée par la Fédération allemande de football (DFB).
La finale a lieu le 29 avril 2006 au stade olympique de Berlin. Le 1. FFC Turbine Potsdam remporte sa troisième Coupe d'Allemagne.

## Format
Le format de la compétition change à partir de cette saison avec l'arrivée des équipes de la deuxième Bundesliga.
Les équipes participantes sont les vainqueurs des coupes des fédérations régionales sauf si ce sont des équipes réserves, si une équipe réserve gagne la coupe régionale c'est le finaliste qui est qualifié.
Participent également toutes les équipes ayant disputé la Bundesliga féminine 2004-2005, soit 12 équipes, toutes les équipes de la deuxième division (20 équipes) et les promus pour la saison 2004-2005 venant de troisième division (4 équipes).
La compétition se joue sur un match, en cas d'égalité une séance de tirs au but a lieu. 
La finale se joue le 29 avril 2006 en lever de rideau de la finale masculine.

## Demi-finales
| Equipe 1               | Equipe 2        | Score |
| ---------------------- | --------------- | ----- |
| FCR 2001 Duisbourg     | 1.FFC Francfort | 1 - 2 |
| 1. FFC Turbine Potsdam | Bayern Munich   | 3 - 1 |

## Finale
| 29 avril 2006 | 1. FFC Turbine Potsdam | 2 - 0   | 1.FFC Francfort | Stade olympique de Berlin, Berlin |                      |
|               |                        | (0 - 0) |                 | Spectateurs : 20 000              | Spectateurs : 20 000 |

- Le 1. FFC Turbine Potsdam remporte sa troisième Coupe d'Allemagne[2], le club de Francfort prendra sa revanche quelques semaines plus tard en remportant la finale de la Coupe féminine de l'UEFA 2005-2006 contre le même adversaire[3].